# Jaime Villegas
Jaime Enrique Villegas Roura (La Ceiba, 5 luglio 1950) è un ex calciatore honduregno, di ruolo difensore.